# Tiếng Yukaghir lãnh nguyên
Tiếng Yukaghir lãnh nguyên (còn được gọi là tiếng Bắc Yukaghir; tên tự gọi: Вадул аруу (Wadul aruu)) là một trong hai ngôn ngữ Yukaghir duy nhất còn tồn tại. Ngôn ngữ này được sử dụng lần cuối ở vành đai lãnh nguyên trải dài từ hạ Indigirka đến lưu vực hạ Kolyma (69°B 154°Đ / 69°B 154°Đ), trước đây được sử dụng ở một khu vực rộng rãi, kéo dài về phía tây đến sông Lena.

## Phân loại
Mối quan hệ giữa các ngôn ngữ Yukaghir với có nhóm ngôn ngữ khác chưa chắc chắn, mặc dù có người cho rằng các ngôn ngữ này có mối quan hệ xa với nhóm ngôn ngữ Ural, do đó hình thành nên nhóm ngôn ngữ Ural-Yukaghir.
Tiếng Yukaghir lãnh nguyên và tiếng Yukaghir Kolyma là hai ngôn ngữ duy nhất còn tồn tại trong nhóm ngôn ngữ của một trong những ngôn ngữ/nhóm ngôn ngữ chiếm ưu thế ở đông bắc Siberia, trải dài từ sông Anadyr về phía Đông đến sông Lena về phía Tây. Dựa trên bằng chứng từ các nguồn ban đầu, có thể cho rằng đã tồn tại một chuỗi phương ngữ Yukaghir, với hai ngôn ngữ Yukaghir lãnh nguyên và Yukaghir Kolyma hiện nay. Tuy nhiên hai ngôn ngữ này không thể hiểu lẫn nhau.

## Ngữ âm

### Nguyên âm
|      | Trước       | Sau   |
| ---- | ----------- | ----- |
| Đóng | i, iː       | u, uː |
| Giữa | e, eː ø, øː | o, oː |
| Mở   | a, aː       | a, aː |

Các nguyên âm giữa dài /eː øː oː/ được phát âm lần lượt [ie uø uo] khi nhấn trọng âm.

## Phụ âm
|               | Môi-môi | Môi-môi | Lợi | Lợi | Ngạc cứng | Ngạc cứng | Ngạc mềm | Ngạc mềm | Tiểu thiệt |
| ------------- | ------- | ------- | --- | --- | --------- | --------- | -------- | -------- | ---------- |
| Tắc           | p       | b       | t   | d   | tʲ        | dʲ        | k        | ɡ        | q          |
| Xát           |         |         | s   | s   |           |           |          |          | ʁ¹         |
| Mũi           | m       | m       | n   | n   | nʲ        | nʲ        | ŋ        | ŋ        |            |
| Bên           |         |         | l   | l   | lʲ        | lʲ        |          |          |            |
| Rung          |         |         | r   | r   |           |           |          |          |            |
| Bán nguyên âm | w       | w       |     |     | j         | j         |          |          |            |

¹Âm xát tiểu thiệt hữu thanh /ʁ/ được phát âm là [ɢ] khi đứng sau /ŋ/.

### Cấu trúc âm tiết
Cấu trúc âm tiết là CVC, tức là tối đa một phụ âm có thể xuất hiện ở đầu hoặc cuối một từ và tối đa hai phụ âm ở giữa từ.

### Chữ cái
Trong sách giáo khoa tiếng Yukaghir, một bảng chữ cái gần giống với của tiếng Yakut được sử dụng:
| А а | Б б | В в | Г г | Ҕ ҕ | Д д   | Дь дь | Е е | Ё ё   | Ж ж |
| З з | И и | Й й | К к | Л л | Ль ль | М м   | Н н | Нь нь | Ҥ ҥ |
| О о | Ө ө | П п | Р р | С с | Т т   | У у   | Ф ф | Х х   | Ц ц |
| Ч ч | Ш ш | Щ щ | Ъ ъ | Ы ы | Ь ь   | Э э   | Ю ю | Я я   |     |

Một số ẩn bản thay В в thành Ԝ ԝ. Sách được xuất bản tại Sankt-Peterburg cũng sử dụng bảng chữ cái gần giống với bảng chữ cái của tiếng Yakut, nhưng thay vì sử dụng Ҕ ҕ và Ҥ ҥ, chúng thay lần lượt bằng Ӷ ӷ và Ӈ ӈ